# 荘和帝姫
荘和帝姫（そうわていき）は、北宋の仁宗の次女。

## 経歴
美人兪氏（後に充儀・徳妃となった）の娘として生まれた。皇長子趙昉の同母妹である。
宝元2年（1039年）に生まれ、同年9月11日に崇慶公主に封ぜられた。慶暦2年（1042年）5月に早世し、楚国公主の位を追贈された。
嘉祐4年（1059年）12月に周国公主の位を再追贈された。治平元年（1064年）6月、再従兄の英宗から唐国長公主の位を再追贈された。元符3年（1100年）3月、徽宗から徐国大長公主の位を再追贈された。政和4年（1114年）12月、荘和大長帝姫の位を再追贈された。

## 伝記資料
- 『宋史』
- 『宋会要輯稿』